# Окунево (Тюменская область)
Окунёво — село в Бердюжском районе Тюменской области, центр сельского поселения Окуневское. Расположено среди нескольких озёр, среди которых озеро Окунёво.
В селе действует средняя образовательная школа. Функционирует фельдшерско-акушерский пункт.

## Расположение
Расположено на увале между двух озёр Бердюжье и Долгое. Находится в стороне от основных дорог и деревень. Расстояние (дорога) на север до региональной дороги Ишим — Бердюжье (71А-404) около 37 км. Примерно на середине этой дороги находятся деревни: Первопесьяное, Карькова.

## Население
| 2010 |
| ---- |
| 739  |

## История
Деревня Окунёво из 6 дворов  упоминается в 1781 году как входящая в приход Николаевской церкви села Казанцево. В 1897 году строится Рождественская церковь, при которой впоследствии была создана церковно-приходская школа.
Но, судя по материалам первой переписи, деревня Окунёва основана была несколько ранее 1781 года — между 3-й ревизией 1763 г. и (зафиксированной в 4-ю ревизию 1782 года) смертью в 1768 году одного из её первопоселенцев — Фёдора Васильева сына Кособорова.
В метрической книге о рождениях за 1780 г.  Свято-Николаевской церкви села Казанского имеется запись о рождении 21 ноября 1780 г. (по юлианскому календарю, по современному стилю - это 2 декабря 1780 г.) деревни "Окуневой у крестьянина Данила Саламатова" сына Климента (Исторический архив Омской области, ф.16, оп. 2, д. 7, л. 45 об).
Старообрядцам строить церковь не разрешали. Только после указа «Об укреплении начал веротерпимости» от 17 апреля 1905 года и указа «О порядке образования и действия старообрядческих и сектантских общин и о правах и обязанностях входящих в состав общин последователей старообрядческих согласий и отделившихся от православия сектантов» от 17 октября 1906 года старообрядцам было разрешено существовать.
27 февраля 1907 года Окунёвская старообрядческая община была зарегистрирована. Старообрядцы составляли около половины населения села. 30 ноября 1908 года была освящена построенная Воздвиженская церковь.
В годы коллективизации был образован колхоз «Красное знамя». Также в селе существовал совхоз «Бердюжский».

### Новейшая история
В 2015 году началось строительство кирпичного старообрядческого храма на месте бывшего деревянного, разобранного в 70-х годах прошлого века.